# Haunold
Haunold is een stoeltjeslift en een skiregio in Italië. Het dalstation van de stoeltjeslift ligt in de plaats Innichen (Italiaans: San Candido). Bij het bergstation zijn er in de winter enkele skipistes naar het dalstation. En in de zomer is er een rodelbaan naar het dalstation van de stoeljeslift. Het hele skigebied 'Haunold' heeft alleen deze stoeltjeslift en één skilift. Het hele gebied van Haunold is vooral voor de zomer ingericht.
De stoeltjeslift is in 1995 gereed gekomen en is gebouwd door de firma Leitner.
Haunold is de kleinste skiregio van Zuid Tirol, en heeft naast deze stoeltjeslift nog één andere sleeplift genaamd Erschbaum.

## Bijzonderheden
In de winter worden er 91 stoeltjes gebruikt. In de zomer worden er 45 stoeltjes en 46 speciale houders, om een bob op te zetten, gebruikt. De bobs worden geheel automatisch in het dalstation in de houders geplaatst en in het bergstation eruit gehaald.

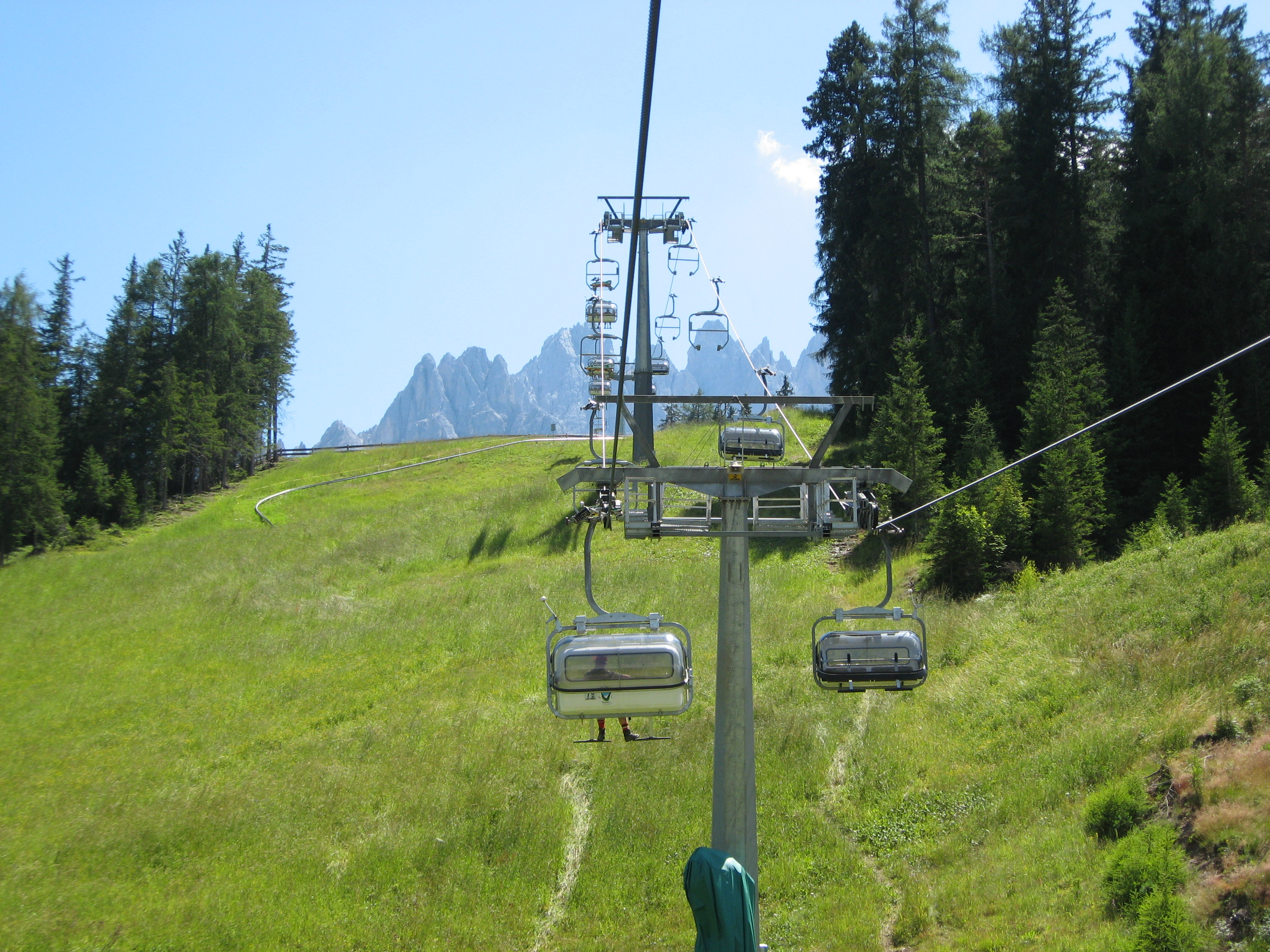
Het traject van de stoeltjeslift

Alta Badia
· Gitschberg Jochtal
· Gröden-Seiseralm
· Haideralm
· Haunold
· Hochpustertal
· Karerpass
· Klausberg
· Kronplatz
· Ladurns-Gossensass
· Latemar-Obereggen
· Meran 2000
· Plose
· Ratschings Jaufen
· Reinswald
· Rittner Horn
· Rotwand
· Rosskopf
· Schnals
· Schöneben
· Schwemmalm
· Speikboden
· Stilfserjoch
· Sulden
· Trafoi
· Watles